# مورا د سانتیس
مورا دِ سانتیس (به ایتالیایی: Morra De Sanctis)، یک شهر و کومونه در استان آولینو، ناحیهٔ کامپانیا واقع‌در جنوب ایتالیا است.

## خصوصیات
مورا دِ سانتیس ۳۰ کیلومتر مربع مساحت و ۱٬۳۶۶ نفر جمعیت دارد و ۸۶۳ متر (۲٬۸۳۱ پا) بالاتر از سطح دریا واقع شده‌است.